# Zomp

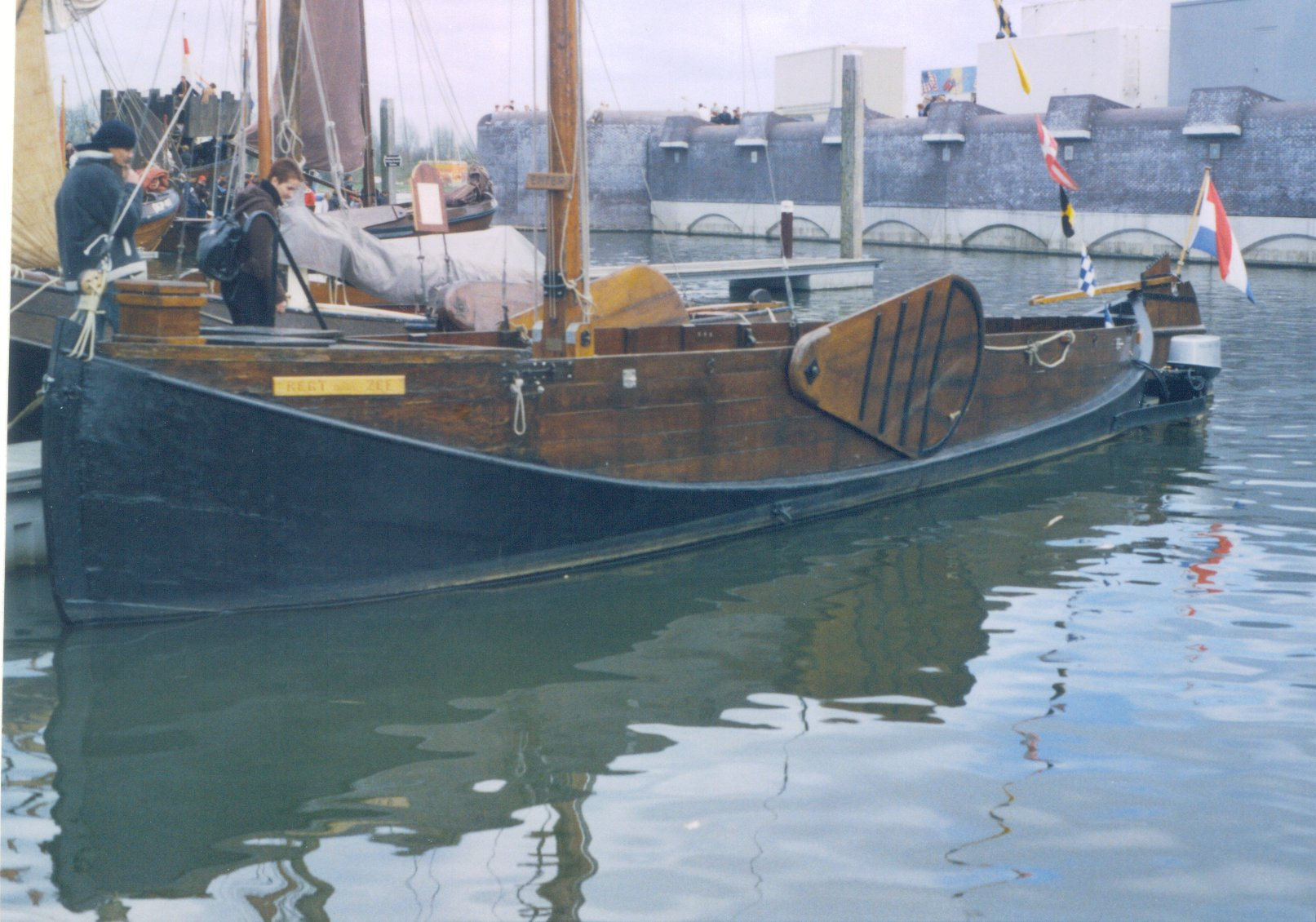
Zomp

Der Zomp ist ein alter Schiffstyp, der östlich der IJssel benutzt wurde. Zwischen 1670 und 1920 fuhren diese Schiffe auf der Vechte, Regge, Schipbeek und Berkel. Die Form des Zomp entspricht mehr einem Prahm mit weit nach außen gewölbten Bordwänden. Durch aufsteckbare Bretter wurde ein großer Laderaum geschaffen bei geringem Tiefgang. Die meisten Zompen wurden in Enter (Overijssel) gebaut.
Der Zomp hatte eine Tragfähigkeit von rund 8,5 Tonnen bei einer Länge von 12 Metern und 2,5 Meter Breite. Durch den Plattboden hatte er nur 40 Zentimeter Tiefgang. Mit diesen Booten konnte man sehr gut schmale und flache Gewässer befahren. Wenn der Wind nicht zum Segeln ausreichte, die Boote hatten ein Groß- und ein Focksegel, wurden sie gestakt oder auch getreidelt.
Im Bug war ein kleiner Raum, in dem die Besatzung auch übernachten konnte. Es gab verschiedene Zomptypen. Der Berkelzomp war etwas kleiner und der Vriezenveense Torfzomp war der kleinste. Ab 1850 wurden größere Kanäle gebaut und so verschwanden die Zompen allmählich. Der letzte Zomp fuhr bis 1925 und kam 1942 in das Nederlands Openluchtmuseum Arnhem, wo er im Verlauf der alliierten Militäroperation Market Garden vernichtet wurde.